# 大灣廣護宮
23°00′26″N 120°16′03″E / 23.00723°N 120.26737°E
大灣廣護宮位於臺灣臺南市永康區，是大灣地區的境主廟，主祀廣惠聖王（廣惠尊王）謝安。該廟舊稱「王公廟」，皇民化運動時期曾遭受破壞，於二戰後重建並更名為廣護宮。

## 沿革

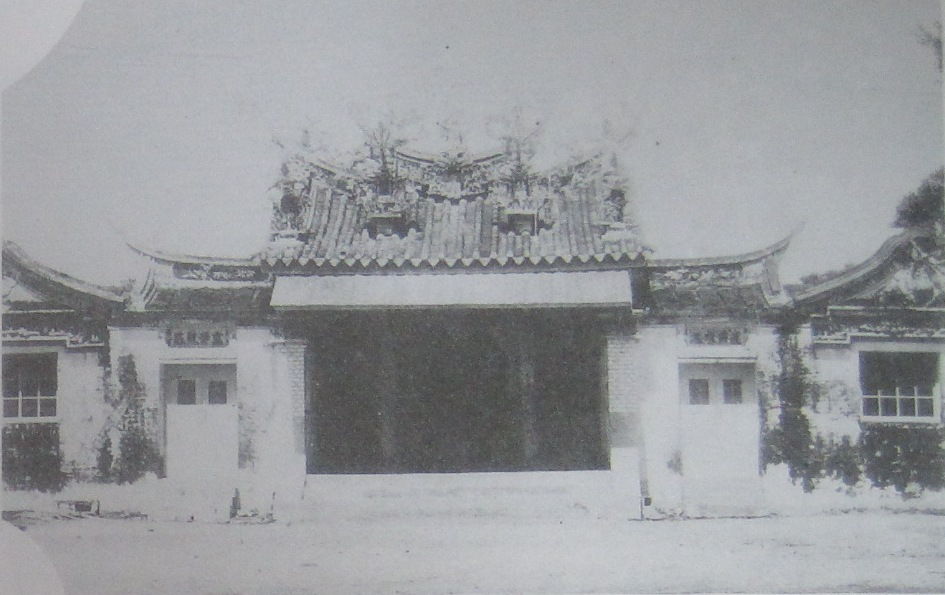
日治時期的大灣廣護宮（王公廟）

### 立廟由來
大灣廣護宮所供奉的廣惠聖王，是周邊謝姓聚落居民先祖從漳州府龍溪縣二十八都寶樹社王公廟（今為「正順祖廟」）所迎奉來臺。該廟在康熙五十九年（1720年）陳文達《臺灣縣志》已有記載，且寫說是明鄭時期興建。而根據《臺南州祠廟名鑑》的說法，該廟創建於永曆卅三年（1679年），廣惠聖王神像則是謝德福之父隨鄭成功渡臺時從寶樹社迎奉而來。該廟因有文獻支持建於明鄭時期，是大灣地區歷史最悠久的廟宇。

### 發展
根據《臺南州祠廟名鑑》記載，廣護宮在道光廿二年（1842年）有董事杜士曇募資三百圓整修，而後在同治二年（1863年）有董事陳天求募資五百圓再次整修，光緒四年（1878年）有董事李修募資六百圓來整修。
進入日治時期後，廣護宮在明治卅九年（1906年）由董事陳泉募集八百圓加以修繕。皇民化運動時期，廣護宮受到嚴重破壞，據說僅有當初自福建帶來的廣惠聖王神像被藏於信士謝舍家宅內而倖存。
二次大戰後，民國卅四年（1945年）大灣仕紳謝水藍、李池、李全福、顏明、汪武、陳江連、顏金聲、楊春風、王典、劉子乾、楊進丁、鄭水河、謝文生等人發起重建，並增建兩廊，次年（1946年）建醮，民國四十六年（1957年）再次重修。民國五十年（1961年），廣護宮將所擁有的土地開發成店鋪市場，該年3月招標，9月落成，相關收入做為廣護宮之經費。民國五十七年（1968年）廣護宮再次發起重修，於兩年後（1970年）2月竣工，3月舉行落成大典。
民國七十七年（1988年）因舊廟多處漏雨，因而成立重建委員會，將舊廟拆除重建新廟。耗資1億多元後，於民國八十一年（1992年）完工，並舉行五朝祈安謝恩清醮大典。

## 祀神
廣護宮除供奉廣惠聖王外，還供奉有謝府劉夫人、王公祖、謝府元帥（謝玄）、註生娘娘、天上聖母、中壇元帥、福德正神、岳府元帥、觀音菩薩等神。
廣護宮觀音菩薩分靈自火山碧雲寺
|                    |                                |                              |
| 註生娘娘、天上聖母 | 廣惠聖王、中壇元帥、謝府劉夫人 | 謝府元帥、岳府元帥、福德正神 |

## 宗教活動
廣護宮為大灣地區境主廟，故舉辦醮典時期會首與管理委員來自大灣各角頭。而各角頭廟的建廟、落成、醮典、遶境等事宜，除需要各角頭廟主神的神示之外，也需要廣護宮廣惠聖王出面或至廣護宮參拜。

## 蜈蚣陣
大灣「南爿謝」在1924年時組織蜈蚣陣，1935年時「北爿謝」也加入，當時稱為「謝厝蜈蚣陣」。後來因謝姓族人外流，成員不再限於謝姓，於大灣地區廟宇醮典時才出陣，逐漸發展成大灣代表性陣頭，稱「大灣蜈蚣陣」。